# 津雲むつみ
津雲 むつみ（つくも むつみ、1952年2月3日 - 2017年3月4日）は、日本の漫画家。

## 経歴・人物
石川県鳳珠郡能登町出身。本名：北川睦美。血液型はA型。
1967年、15歳の時、『幸子の星』でデビュー、当時は主に講談社の「週刊少女フレンド」で執筆。
1970年代、集英社の「週刊セブンティーン」に移り、同誌の中心的人気作家として活躍する。初期は性意識を扱った悲劇性の強い問題作的な短編が多かったが、1971年に娯楽作の『おれは男だ!』が森田健作主演でテレビドラマ化、のち映画化され人気作品となった。また1976年に日本漫画家協会賞優秀賞を受賞した『彩りのころ』は杉浦幸主演で『このこ誰の子?』として1986年、大映ドラマ化された。
1980年代後半からは同じ集英社の「YOU」を中心に発表、『風の輪舞』、『花衣夢衣』、『聞かせてよ愛の言葉を』は昼ドラ化された。
1993年、幼女誘拐殺人事件をモチーフにした『闇の果てから』で2度目の日本漫画家協会賞優秀賞を受賞。
2006年、小沢真珠主演で『風の輪舞』が『新・風のロンド』としてフジテレビ系列の昼ドラでリメイクされた。
2010年5月22日、故郷・能登町から「ふるさと大使」に任命。
2017年3月4日、肺がんのために死去。65歳没。

## 受賞歴
- 1976年、『彩りのころ』で第5回日本漫画家協会賞優秀賞を受賞[3]。
- 1993年、『闇の果てから』で第22回日本漫画家協会賞優秀賞を受賞[3]。

## テレビドラマ化作品
- 『おれは男だ!』1971年に松竹が制作し、日本テレビで放送。第1話には津雲本人がカメオ出演している。1987年には映画版も制作、劇場公開された。
- 『彩りのころ』（ドラマタイトル・『このこ誰の子?』〈大映テレビ / フジテレビ〉）
- 『風の輪舞』（ドラマタイトル・『風のロンド』『新・風のロンド』〈東海テレビ〉）
- 『聞かせてよ愛の言葉を』（大映テレビ/ TBS）
- 『花衣夢衣』（東海テレビ）

## 作品リスト
- おれは男だ! YOU漫画文庫 全2巻（森田健作主演でドラマ化された。）
- 彩りのころ 集英社漫画文庫 全3巻、YOU漫画文庫 全2巻（杉浦幸主演でドラマ化）
- 風と共に去りぬ 集英社文庫コミック版 全4巻（原作・マーガレット・ミッチェル）
- 赤い糸の伝説 YOU漫画文庫
- ばらの騎士 YOU漫画文庫
- 闇の果てから YOU漫画文庫 全3巻
- きょうの子守唄 集英社漫画文庫
- 白き船の恋歌 集英社文庫
- そして5年後 集英社漫画文庫
- 人魚姫 ファンタジーメンルヘン
- ゆりかごの棘 スコラ・レディス・コミック 絶版
- 隣の男 スコラ・レディス・コミック 絶版
- 黒鳥の歌 YOUコミックス
- 緋の闇 セブンティーンコミックス
- 風の季節 セブンティーンコミックス
- 遥かなる海へ セブンティーンコミックス、集英社漫画文庫
- フェードインLOVE セブンティーンコミックス
- 恋ひ恋ひて YOUコミックス
- 蒼い家 YOUコミックス
- 冥き途より
- 瑠璃色幻花 集英社
- 春宵夢幻花
- 秋紅露幻花
- ラピスラズリ・ダイヤモンド
- 花鬼
- 水のルージュ
- 椿散華 YOUコミックス
- 花の庭 YOUコミックス
- ジャカランダ・ロード 集英社
- 石の迷路 集英社
- Dark memory 集英社
- ウェディング・イブ YOUコミックス
- Dear my Baby YOUコミックス
- 前奏曲-VORSPIEL- YOUコミックス
- シングル・マザー YOUコミックス
- Moonlight Flowers 月下美人 YOUコミックス
- いってしまった夏 集英社漫画文庫
- オーロラの見える日 集英社文庫
- れんげ色の風 集英社漫画文庫
- 花衣夢衣 YOUコミックス 全17巻、YOU漫画文庫 全11巻（吉田真希子、吉田真由子主演でテレビドラマ化）
- 風の輪舞（ロンド） YOU漫画文庫 全3巻（上、中、下）（森口瑤子主演と、小沢真珠主演作品で2度テレビドラマ化された）
- 真夜中の庭 クイーンズコミックス 全5巻
- 人はそれを不倫と呼ぶ YOU漫画文庫 セレクトYOU・不倫編 1
- 不倫という名の恋をした YOU漫画文庫 セレクトYOU・不倫編 1
- 聞かせてよ愛の言葉を クイーンズコミックス 全5巻（松村雄基、伊藤かずえ主演でテレビドラマ化）
- 空と海と蜃気楼と クイーンズコミックス 全7巻
- 暁の海を征け 集英社文庫 全8巻
- 緋の婚礼 ぶんか社コミック
- 座敷牢の女 ぶんか社コミック